# 이윤영 (1884년)
이윤영(李胤榮, 일본식 이름: 月城榮一츠키시로 에이이치, 1884년 3월 14일 ~ ?)은 일제강점기의 관료로, 본적은 충청남도 예산군 신양면이다.

## 생애
1902년 5월 10일 서북철도국 기수로 임명되었고, 1905년 9월 16일 예식원 예식관(禮式院 禮式官)으로 임명되었다. 1906년 6월 8일 일본 정부로부터 훈5등 서보장을 받았고, 같은 해 6월 23일 대한제국 정부로부터 훈5등 팔괘장을 받았다. 1906년 10월 15일 도지부(度支部) 세무관으로 임명되었으며, 1908년 1월 1일 재무서(財務署) 재무관으로 임명되었다. 1911년 6월 26일 경상북도 장기군수로 임명되었고, 1912년 8월 1일 일본 정부로부터 한국병합기념장을 받았다.
1914년 3월 1일 경상북도 김천군수로 임명되었으며, 1915년부터 1917년까지 경상북도 지방토지조사위원회 임시위원을 역임했다. 1915년 11월 10일 일본 정부로부터 다이쇼대례기념장을 받았고, 1920년 4월 21일 훈4등 서보장을 받았다. 1921년 2월 12일 경상북도 안동군수로 임명되었으며, 1927년 7월 25일부터 1932년 2월 13일까지 조선총독부 함경북도 참여관을 역임했다. 함경북도 참여관 재직 시절 만주와 간도 지역을 시찰했고, 조선총독부 기관지 《매일신보》에 일제의 조선인 만주 이민 정책을 선전하는 글을 기고했다. 1928년 함경북도 문관보통징계위원회 위원 겸 보통시험위원을 역임했다.
1928년 4월 17일 일본 정부로부터 훈3등 서보장, 1928년 11월 16일 일본 정부로부터 쇼와대례기념장을 받았으며 1927년 11월 종5위, 1932년 2월 12일 고등관 2등에 각각 서위되었다.
친일파 708인 명단의 조선총독부 참여관 부문, 민족문제연구소의 친일인명사전 수록자 명단의 관료 부문, 친일반민족행위진상규명위원회가 발표한 친일반민족행위 705인 명단에 포함되었다.

## 참고자료
- 친일반민족행위진상규명위원회 (2009). 〈이윤영〉. 《친일반민족행위진상규명 보고서 Ⅳ-13》. 서울. 724~730쪽.